# Трофимов, Виталий Константинович
Вита́лий Константи́нович Трофи́мов (21 марта 1926, Коротково, Краснококшайский кантон, Марийская автономная область, РСФСР — 11 сентября 1996, Йошкар-Ола, Марий Эл, Россия) — марийский советский профсоюзный и общественный деятель. Председатель Марийского областного совета профсоюзов (1963—1980). Делегат XIII съезда ВЦСПС (1963). Член КПСС.

## Биография
Родился 21 марта 1926 года в дер. Коротково ныне Волжского района Марий Эл. В 1945 году окончил Поволжский лесотехникум Марийской АССР, в 1954 году — Поволжский лесотехнический институт им. М. Горького.
В 1956 году заступил на партийную работу: инструктор Марийского обкома КПСС. В 1960 году был начальником Инспекции Главлесхоза РСФСР по Марийской АССР. Более известен как профсоюзный деятель: в 1963—1980 годах — председатель Марийского областного совета профсоюзов. За время работы на этом посту заложил основы санаторно-курортной базы в Марийской АССР: в 1980 году —  10 санаториев, 5 турбаз, 2 дома отдыха, свыше 50 баз отдыха предприятий и свыше 5 тысяч отдыхающих! В октябре 1963 года был делегатом XIII съезда ВЦСПС.
В 1963―1985 годах был депутатом Верховного Совета Марийской АССР 5 созывов. Занимался и общественной деятельностью, будучи председателем Марийской организации Всероссийского общества охраны природы. 
Награждён орденом «Знак Почёта» (трижды), медалями и Почётной грамотой Президиума Верховного Совета Марийской АССР.
Ушёл из жизни 11 сентября 1996 года в Йошкар-Оле. 

## Награды
- Орден «Знак Почёта» (1966, 1971, 1974)[3]
- Медаль «За трудовую доблесть» (1957)[3]
- Медаль «За отвагу на пожаре» (1973)[3]
- Почётная грамота Президиума Верховного Совета Марийской АССР (1976)[3]